# NGC 64
NGC 64 (ook wel PGC 1149, MCG -1-1-68 of IRAS00149-0706) is een balkspiraalstelsel in het sterrenbeeld Walvis.
NGC 64 werd op 21 oktober 1886 ontdekt door de Amerikaanse astronoom Lewis A. Swift.